# Itanagar
Itanagar (em hindi:   ईटानगर) é a capital do estado de Arunachal Pradexe, no nordeste da Índia. Fica no sopé do Himalaia e pertence administrativamente ao distrito de Papum Pare.
Como capital estatal, Itanagar está bem ligada com o resto do país, tanto por terra como por ar. Há serviço de autocarros e helicópteros que a ligam com Guwahati (no estado de Assã). A estação ferroviária mais próxima é a de Harmoti, situada também em Assam.
Itanagar cresceu em torno do Forte Ita, construído no século XV e que dá nome à cidade. Outros locais destacados da cidade são o lago Ganga e o Gyakar Sinyi. A nível religioso, a cidade conta com duas igrejas cristãs e um grande templo budista moderno, chamado Buddha Vihar, consagrado pelo Dalai Lama.
A atividade económica é centrada basicamente na agricultura e pecuária.

## Demografia
Itanagar tinha cerca de 35 000 habitantes no censo de 2001. Segundo estimativa de 2010 teria 58 592 habitantes.

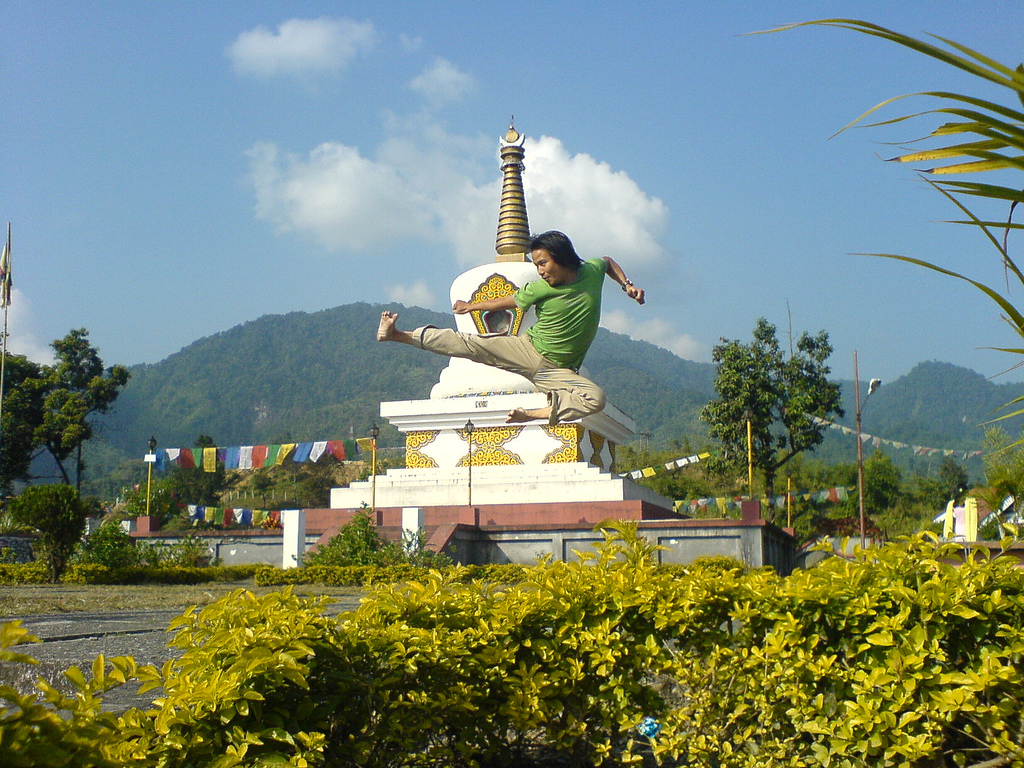
Itanagar, Arunachal Pradesh